# Invizimals: The Alliance
Az Invizimals: The Alliance kiterjesztett valóságon alapuló videójáték, melyet a Novarama fejlesztett és a Sony Computer Entertainment jelentetett meg, kizárólag PlayStation Vita kézikonzolra. Az Alliance többjátékos összeköttetésben áll a PlayStation 3-ra megjelent Invizimals: The Lost Kingdom című játékkal. A szoftver 2013. október 30-án, az Invizimals: The Lost Kingdommal egy napon jelent meg Európában.